# Igny (Essonne)
Igny is een gemeente in het Franse departement Essonne (regio Île-de-France) en telt 9868 inwoners (2004). De plaats maakt deel uit van het arrondissement Palaiseau.

## Geografie
De oppervlakte van Igny bedraagt 3,8 km², de bevolkingsdichtheid is 2596,8 inwoners per km².
De onderstaande kaart toont de ligging van Igny (Essonne) met de belangrijkste infrastructuur en aangrenzende gemeenten.

## Demografie
Onderstaande figuur toont het verloop van het inwonertal (bron: INSEE-tellingen).